# Võikvere
Võikvere es una localidad situada en el municipio de Jõgeva, en el condado de Jõgeva, Estonia. Tiene una población estimada, en 2021, de 65 habitantes.
Está ubicada en el centro del condado, a poca distancia al oeste del lago Peipus, al sur del condado de Lääne-Viru y al norte del condado de Tartu.